# CRLF
CRLF (CR, ang. carriage return) + (LF, ang. line feed) – ciąg dwóch znaków o wartościach ASCII równych 13 i 10 (szesnastkowo 0x0D i 0x0A), oznaczający koniec bieżącej linii tekstu. 
Określenie „powrót karetki” (ang. carriage return) to relikt mechanicznych maszyn do pisania, gdzie aby zacząć nową linię, najpierw należało przesunąć karetkę (okienko, gdzie uderzały czcionki) do lewego marginesu, a później przesunąć papier o jedną linię do góry.
W systemie Unix do oznaczania końca linii używa się samego znaku LF, co bywa źródłem problemów przy przenoszeniu plików tekstowych pomiędzy systemami operacyjnymi. Istnieją też systemy, w których używany jest sam znak CR:
- CRLF : DOS, OS/2, Microsoft Windows, Symbian, DEC RT-11;
- CR : Commodore, Apple II, Mac OS (do wersji 9), Microware OS-9;
- LF : Unix, BeOS, AmigaOS, MorphOS, RISC OS, GNU/Linux, Mac OS, Multics.